# Радзёнкув-Ройца
Радзёнкув-Ройца (пол. Radzionków Rojca) — остановочный пункт железной дороги (платформа) в городе Радзёнкув, в Силезском воеводстве Польши. Имеет 2 платформы и 2 пути.
Остановочный пункт построен в 1890 году, когда эта территория была в составе Германской империи.